# Charles David Keeling
Charles David Keeling (Scranton, 20 aprile 1928 – 20 giugno 2005) è stato un chimico statunitense, ricercatore nel campo della geochimica e della climatologia.
La sua misurazione dell'anidride carbonica all'osservatorio di Mauna Loa confermò l'ipotesi di Svante Arrhenius su un possibile contributo antropico all'effetto serra ed al riscaldamento globale. La Curva di Keeling mostra il costante aumento dell'anidride carbonica, un gas a effetto serra, nell'atmosfera.

## Primi anni e inizio carriera
Keeling nacque a Scranton, Pennsylvania, da Ralph Keeling e Grace L Keeling. Si laureò in chimica all'Università dell'Illinois - Urbana-Champaign nel 1948. 
Conseguì il dottorato di ricerca in chimica nel 1953 alla Northwestern University sotto la supervisione del chimico Malcolm Dole. In seguito fu ricercatore in Geochimica al California Institute of Technology fino a che nel 1956 passò allo Scripps Institution of Oceanography, dove nel 1968 divenne professore di Oceanografia.
Al California Institute of Technology ha sviluppato il primo strumento per misurare l'Anidride carbonica nell'atmosfera.

## Lavoro alloScripps Institution of Oceanography

Concentrazione atmosferica della CO_{2} misurata all'Osservatorio di Mauna Loa: La Curva di Keeling.

Per gran parte della propria carriera lavorò allo Scripps Institution of Oceanography, dove pubblicò importanti articoli scientifici.
Roger Revelle, direttore dello Scripps Institution, lo convinse a continuare il suo lavoro lì.
Nell'ambito dell'Anno geofisico internazionale, di cui lo stesso Revelle fu tra i promotori, Keeling ricevette dei fondi per costruire un osseravotorio su Mauna Loa, ad un'altitudine di 3000 metri.
Iniziò a compiere le misurazioni nel 1958. Nel 1960 si rese conto dell'esistenza di variazioni stagionali nella concentrazione del diossido di carbonio, con i livelli di picco in corrispondenza dell'inverno nell'emisfero settentrionale e una riduzione durante la primavera e l'estate, durante la crescita delle piante nell'emisfero ricco di terre emerse. Nel 1961, i dati da lui elaborati indicavano un costante aumento dei livelli del diossido di carbonio, in quella che in seguito venne definita la  "Curva di Keeling".
All'inizio degli anni 60, la National Science Foundation smise di finanziare le sue ricerche, definendo i risultati ottenuti "routine". Ciò nonostante, utilizzò i suoi dati quando nel 1963 avvertì del rapido aumento dei gas serra. Un documento simile del 1965 redatto dallo Science Advisory Committe di Lyndon Johnson ammoniva sui pericoli di un aumento dei gas a effetto serra, e di un aumento della temperatura terrestre.
La collezione di dati iniziata da Keeling a Mauna Loa è la più lunga e continua osservazione del diossido di carbonio al mondo, ed è considerata un buon indicatore del trend globale della troposfera di medio livello. La ricerca di Keeling dimostrò che la concentrazione atmosferica del diossido di carbonio crebbe dalle 315 parti per milione (ppm) del 1958 alle 380 (ppm) del 2005, fino alle 419 (ppm) del 2021, con gli aumenti causati dalle emissioni dei combustibili fossili. C'è stato inoltre un aumento della variazione stagionale nei campioni di fine XX secolo ed inizio XXI secolo.

## Vita privata
Keeling era un amante della vita all'aria aperta e dei trekking in montagna, specialmente nella Catena delle Cascate. Inoltre per molto tempo è stato membro della Wilderness society.
Si sposò nel 1954 con Luoise Barthold ed ebbe cinque figli, uno dei quali, Ralph, ha seguito le orme del padre e lavora allo Scripps Institution of Oceanography.
Keeling morì all'età di 77 anni, nel 2005, per un infarto.

## Onorificenze e Riconoscimenti
- Ad una cerimonia speciale alla Casa Bianca nel 1997, il vicepresidente Al Gore gli consegnò uno Special achievement award; ebbe questo onore "per 40 anni di incredibili ricerche scientifiche connesse all'osservazione dei livelli di diossido di carbonio all'Osservatorio di Mauna Loa"
- Nel 2002 venne insignito dal Presidente George W. Bush della National Medal of Science, il più alto riconoscimento statunitense per la realizzazione di ricerche scientifiche.
- Nel 2005 ricevette il Tyler Prize for Environmental Achievement.